# Route nationale 210 (France)
Pour les articles homonymes, voir Route nationale 210.
La route nationale 210, ou RN 210, est une ancienne route nationale française ayant connu quatre itinéraires différents :
- le premier, reliant le pont de Gueydan à Barcelonnette, créé à la fin du XIXe siècle à la suite de l'abandon du prolongement de la RN 205 ;
- le deuxième, reliant Châteauneuf-Grasse au Pont de la Manda à Carros ; déclassé en RD 2210 à la suite de la réforme de 1972 ;
- un troisième tracé reliant l'échangeur 4 de l'A630 à Bordeaux au Bouscat, déclassé ;
- un quatrième tracé correspondant à la rocade de Troyes, déclassée en 2007 sous le numéro D 610.

## Tracés

### Premier tracé: du pont de Gueydan à Barcelonnette
Cette route fut créée le 28 décembre 1896 et définie comme « la route du Pont de Gueydan à Barcelonnette par le col de la Cayolle », conséquence de l'abandon du prolongement de la RN 205. D'abord classé RN 212, cette route est renumérotée en 1920 sous le numéro RN 202.

### Deuxième tracé: de Châteauneuf-Grasse au Pont de la Manda
Ce tracé est issu de la renumérotation de la RN 209a, antenne de l'ancienne RN 209 reliant le Pont de la Manda à Vence ; cet itinéraire est prolongé en direction de Grasse. La RN 210 est déclassée à la suite de la réforme de 1972 et devient la RD 2210 ; toutefois, la portion de route située sur le territoire de la métropole Nice Côte d'Azur est renommée M 2210.
Les communes traversées sont :
- Châteauneuf-Grasse
- Le Bar-sur-Loup
- Tourrettes-sur-Loup
- Vence
- Le Peyron, commune de Saint-Jeannet
- Gattières
- Carros-le-Neuf
- Pont de la Manda, où elle rejoint les routes métropolitaines 1, 6202bis et 6202

### Troisième tracé: à Bordeaux
La route nationale 210 empruntait plusieurs boulevards à Bordeaux et au Bouscat. Elle a été déclassée en deux étapes.

### Quatrième tracé: rocade de Troyes
Une autre route nationale 210 empruntait le contournement de l'agglomération de Troyes. Cette route a été déclassée en RD 610 ; sa gestion est confiée au département de l'Aube.